# Hungarikum

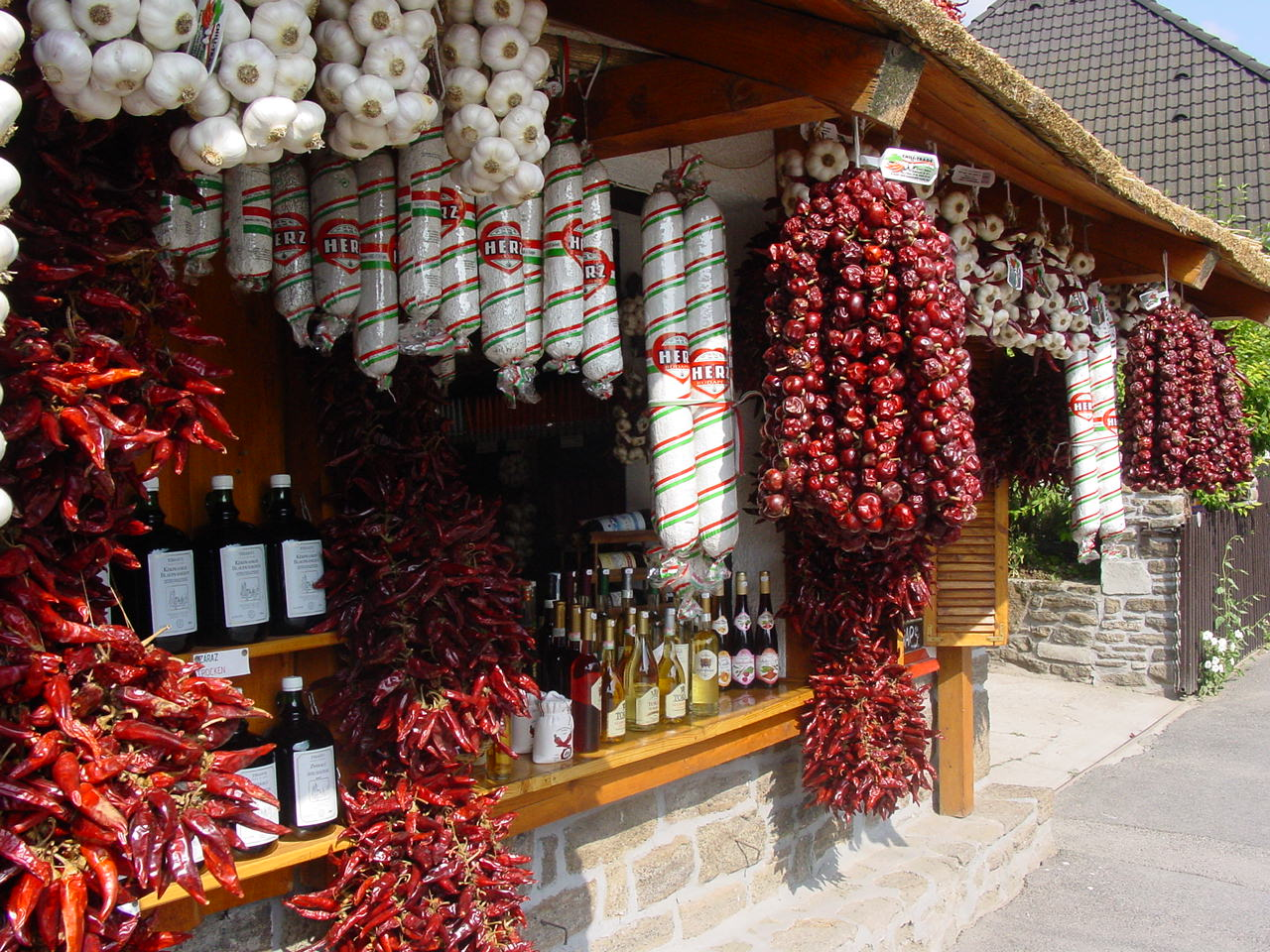
Vente de produits « typiques » à Tihany.

Hungarikum ([ˈhungɒɾikum]) est un terme d'origine hongroise désignant un ensemble d'objets matériels et immatériels constituant la représentation dominante et la réputation de la Hongrie à travers le monde. Il s'agit d'un concept touristique qui insiste sur le caractère typique de la culture hongroise en valorisant certains produits spécifiques.
Au niveau de la gastronomie hongroise, le terme désigne les plats à base de paprika et de chou ainsi que les pièces du bœuf gris de Hongrie ou du porc mangalica qui font la réputation de la charcuterie. Au niveau du folklore, il fait la part belle à la musique traditionnelle et aux motifs ethnographiques. Au niveau de l'expression, il insiste sur l'isolat linguistique de la langue hongroise et de la richesse de sa production littéraire.
Le terme tend à tomber en désuétude ou en tout cas à désigner une forme culturelle spécifique, décalée avec la réalité de la société hongroise contemporaine. Cependant, une décision du Parlement de 2008 affirme qu'ils représentent une valeur nationale unique à préserver et prévoit que le gouvernement rend compte au Parlement de la situation des hungarikum tous les deux ans, sans les définir précisément autrement que comme « spécialités hongroises individuelles et uniques ».